# Gran Premi de l'Algarve de motociclisme
El Gran Premi de l'Algarve de motociclisme (oficialment, en portuguès: Grande Prémio Brembo do Algarve) fou un Gran Premi de motociclisme que es va celebrar el novembre del 2021 a l'Autódromo Internacional do Algarve, prop de Portimão, dins del calendari del Campionat del món de motociclisme. Es va introduir com a resposta a la pandèmia de COVID-19 i es va celebrar en aquella única ocasió.

## Nom oficial i patrocinador
- Grande Prémio Brembo do Algarve

## Lloc i data
- Autódromo Internacional do Algarve (Portimão), 5-7 de novembre de 2021

## Guanyadors
| Any  | Moto3        | Moto3 | Moto2        | Moto2 | MotoGP            | MotoGP | Detalls |
| Any  | Pilot        | Moto  | Pilot        | Moto  | Pilot             | Moto   | Detalls |
| ---- | ------------ | ----- | ------------ | ----- | ----------------- | ------ | ------- |
| 2021 | Pedro Acosta | KTM   | Remy Gardner | Kalex | Francesco Bagnaia | Ducati | Detalls |